# Palau (Italija)
Palau (galurski: Lu Palàu) je grad i općina (comune) u pokrajini Sassariju u regiji Sardiniji, Italija. Nalazi se na nadmorskoj visini od 5 metara i ima 4 209 stanovnika.
 Prostire se na 44,44 km². Gustoća naseljenosti je 95 st/km².
Susjedne općine su: Arzachena, Santa Teresa Gallura i Tempio Pausania.